# Oberoppurg
Oberoppurg település Németországban, azon belül Türingiában. Lakosainak száma 151 fő (2023. december 31.). Oberoppurg Weira községgel határos.

## Népesség
A település népességének változása:
| Lakosok száma | 168  | 165  | 163  | 156  | 155  | 151  |
|               | 2014 | 2017 | 2019 | 2021 | 2022 | 2023 |